# Romain Zingle
Romain Zingle (Lobbes, 29 de gener de 1987) és un ciclista belga, professional des del 2009 fins al 2015.

## Palmarès
- 2007
  - 1r a la Volta a la Província de Namur
- 2009
  - 1r al Circuit de Valònia

### Resultats al Tour de França
- 2011. 152è de la classificació general
- 2012. 90è de la classificació general

### Resultats a la Volta a Espanya
- 2010. 87è de la classificació general
- 2013. 91è de la classificació general
- 2014. 83è de la classificació general